# Air Zaïre
Air Zaïre var Zaires statliga flygbolag. Bolaget grundades 1961 under namnet Air Congo som ett samarbete med regeringen i dåvarande Kongo-Léopoldville och Sabena som var det nationella flygbolaget i den gamla kolonialmakten Belgien. Sabena och dess föregångare hade bedrivit flygverksamhet i Belgiska Kongo under kolonialtiden från 1930-talet fram till självständigheten 1960. 1971 bytte Kongo namn till Zaire varvid namnet på flygbolaget ändrades. Bolaget var länge olönsamt och tvingades i konkurs 1995, delvis på grund av omfattande korruption, och verksamheten upphörde. 
Bolaget bedrev inrikesflyg men hade även trafik till utrikes destinationer i Afrika och Europa. I flygplansflottan ingick bland annat Boeing 737, DC-4, DC-10 och  F-27.

## Flotta
Air Congo och Air Zaïre flög bland annat: 
- Boeing 737
- Caravelle
- Douglas DC-3/C-47
- Douglas DC-4
- Douglas DC-6
- Douglas DC-8
- Fokker F-27 Friendship
- McDonnell Douglas DC-10